# 恰马尔
恰馬爾（英語：Chamar），是印度與尼泊爾印度教社會中的賤民，也是第二大賤民群體。旁遮普邦、喜馬偕爾邦、北方邦、哈里亞納邦、拉賈斯坦、比哈爾邦、德里與尼泊爾、巴基斯坦也找的到他們。
他們工作是製作與買賣皮革與鞋類，因關涉死牛與殺生。所以地位低下，但是有趣的是多數此種姓也不是真正的製革人，而是在恆河平原上種地。十七世紀時，他們曾經在哈里亞納有自己的王國。